# حوش الضواهرة
بلدة حوش الضواهرة بلدة سورية تابعة لمنطقة مدينة دوما، محافظة ريف دمشق، سوريا، تقع جنوب شرق مدينة دوما بحوالي 7 كم ، وترتفع 619 م عن سطح البحر.
وينتسب سكانها إلى عشيرة المعاضيد من تميم .
تشتهر البلدة بزراعة القمح والشعير والخضروات الشتوية بالإضافة إلى الخضروات الصيفية وتربية المواشي ، تحتوي على عدة معامل منها الشركة السورية السعودية للالبان والشركة العامة للمفروشات وشركة المؤذن للدراجات ومعمل سيفكو للأدوية وسوق الدواب مما يجعلها ذات حركة اقتصادية جيدة 
تحيط بها القرى والبلدات التالية: حوش نصري - الشفونية - أوتايا - الصالحية - الزريقية، ومن الجنوب ناحية النشابية. يبلغ عدد سكان البلدة 7415 نسمة حسب احصاء مكتب الأمم المتحدة لتنسيق الشؤون الإنسانية: التجمعات السكانيّة السوريّة، التعداد السكاني العام 2004.